# Cley next the Sea
Cley next the Sea est un village du comté de Norfolk en Angleterre. Il se trouve à environ 12 kilomètres à l'ouest de Sheringham, et à proximité des côtes. Il se trouve à l'embouchure de la Rivière Glaven.Il y a 863 habitants selon le recensement de 2001.

## Histoire
Dans le recensement Domesday Book réalisé pour Guillaume le Conquérant en 1086, le village est mentionné sous le nom de Claia.

## Lieux et monuments
- Cley Marshes, réserve naturelle.
- Blakeney Chapel, monument en ruines, classé.
- Blakeney Point (ou Réserve Naturelle Nationale de Blakeney), réserve naturelle.